# Закария Беншаа
Закария Бенча (роден на 11 януари 1997 г.) е алжирски професионален футболист, който играе като нападател за „Черно море“ (Варна) в българската Първа лига.

## Клубна кариера

### МК Оран
Бенча е роден в Оран. Започва кариера с МК Оран в юношески категории. През 2014 г. се присъединява към А отбора на клуба.

## Отличия

### Клуб
USM Алжир
- Професионална лига на Алжир 1 (1): 2018/19